# Denis Dumitrașcu
Denis Constantin Dumitrașcu (Râmnicu Vâlcea, 27 aprile 1995) è un calciatore rumeno, difensore del Gloria Buzău.

## Carriera

### Club
Cresciuto nel settore giovanile del Râmnicu Vâlcea, ha esordito in prima squadra il 5 giugno 2013 disputando l'incontro di Liga II vinto 1-2 contro il Luceafărul Oradea. Nel 2017 si accasa al Chindia Târgoviște, con il quale ottiene anche la promozione in massima serie. Nell'estate del 2021 firma un contratto con l'Argeș Pitești.

### Nazionale
Ha giocato nella nazionale rumena Under-19.

## Statistiche

### Presenze e reti nei club
Statistiche aggiornate al 4 settembre 2021.
| Stagione                  | Squadra                   | Campionato                | Campionato | Campionato | Coppe nazionali | Coppe nazionali | Coppe nazionali | Coppe continentali | Coppe continentali | Coppe continentali | Altre coppe | Altre coppe | Altre coppe | Totale | Totale |
| Stagione                  | Squadra                   | Comp                      | Pres       | Reti       | Comp            | Pres            | Reti            | Comp               | Pres               | Reti               | Comp        | Pres        | Reti        | Pres   | Reti   |
| ------------------------- | ------------------------- | ------------------------- | ---------- | ---------- | --------------- | --------------- | --------------- | ------------------ | ------------------ | ------------------ | ----------- | ----------- | ----------- | ------ | ------ |
| 2012-2013                 | Râmnicu Vâlcea            | L2                        | 1          | 0          | CR              | 0               | 0               |                    | -                  | -                  |             | -           | -           | 1      | 0      |
| 2013-2014                 | Râmnicu Vâlcea            | L2                        | 0          | 0          | CR              | 0               | 0               |                    | -                  | -                  |             | -           | -           | 0      | 0      |
| 2014-2015                 | Râmnicu Vâlcea            | L2                        | 5          | 0          | CR              | 0               | 0               |                    | -                  | -                  |             | -           | -           | 5      | 0      |
| 2015-2016                 | Râmnicu Vâlcea            | L2                        | 27         | 1          | CR              | 1               | 0               |                    | -                  | -                  |             | -           | -           | 28     | 1      |
| 2016-feb. 2017            | Râmnicu Vâlcea            | L2                        | 17         | 0          | CR              | 0               | 0               |                    | -                  | -                  |             | -           | -           | 17     | 0      |
| Totale Râmnicu Vâlcea     | Totale Râmnicu Vâlcea     | Totale Râmnicu Vâlcea     | 50         | 1          |                 | 1               | 0               |                    | -                  | -                  |             | -           | -           | 51     | 1      |
| feb.-mag. 2017            | Chindia Târgoviște        | L2                        | 13         | 0          |                 | -               | -               |                    | -                  | -                  |             | -           | -           | 13     | 0      |
| 2017-2018                 | Chindia Târgoviște        | L2                        | 30         | 0          | CR              | 2               | 0               |                    | -                  | -                  |             | -           | -           | 32     | 0      |
| 2018-2019                 | Chindia Târgoviște        | L2                        | 33         | 0          | CR              | 1               | 0               |                    | -                  | -                  |             | -           | -           | 34     | 0      |
| 2019-2020                 | Chindia Târgoviște        | L1                        | 28         | 0          | CR              | 1               | 0               |                    | -                  | -                  |             | -           | -           | 29     | 0      |
| 2020-2021                 | Chindia Târgoviște        | L1                        | 36         | 4          | CR              | 3               | 0               |                    | -                  | -                  |             | -           | -           | 39     | 4      |
| Totale Chindia Târgoviște | Totale Chindia Târgoviște | Totale Chindia Târgoviște | 140        | 4          |                 | 7               | 0               |                    | -                  | -                  |             | -           | -           | 147    | 4      |
| 2021-2022                 | Argeș Pitești             | L1                        | 7          | 0          | CR              | 0               | 0               |                    | -                  | -                  |             | -           | -           | 7      | 0      |
| Totale carriera           | Totale carriera           | Totale carriera           | 197        | 5          |                 | 8               | 0               |                    | -                  | -                  |             | -           | -           | 205    | 5      |

## Palmarès

### Club

#### Competizioni nazionali
- Liga II: 1

Chindia Târgoviște: 2018-2019